# Sky Wings Cargo Airlines
Sky Wings Cargo Airlines is een Nederlandse luchtvaartmaatschappij, opgericht in 2007, die alleen luchtvracht (all-cargo) vervoert.
Het bedrijf is gevestigd op Amsterdam Airport Schiphol met een operationele basis op Airport Weeze (ook bekend als Niederrhein) in Duitsland, net over de grens bij Nijmegen. 
De keuze voor deze luchthaven is vanwege zijn geografische ligging in het Duitse Ruhrgebied, vlak bij Nederland en België.
Momenteel wordt er met één toestel gevlogen, de BAe 146 met een laadvermogen van 10,5 ton.

## Vloot
- 1 BAe 146

## Bestemmingen
- Madrid met tussenlanding in Baden-Baden
- Weeze (Niederrhein)